# Tir à l'arc aux Jeux européens de 2015
Navigation
Édition suivante
Le tir à l'arc aux Jeux européens de 2015 a lieu au Tofiq Bahramov Stadium, à Bakou, en Azerbaïdjan, du 17 au 22 juin 2015. 5 épreuves sont au programme. Le format des Jeux européens suit celui des Jeux olympiques avec 64 hommes et 64 femmes en compétition dans les épreuves individuelles et par équipe ainsi que l'ajout d'une épreuve mixte.

## Qualifications
Un total de 128 archers sont en compétition. Chaque Comité national olympique (CNO) est autorisé à entrer un maximum de six concurrents, dont trois par sexe. Les CNO qui ont qualifié une équipe pour une épreuve par équipes peuvent inscrire trois membres sur l'épreuve individuelle correspondante. Six places sont réservées pour l'Azerbaïdjan en tant que pays hôte, à la condition qu'il qualifie trois athlètes par sexe aux Championnats d'Europe 2014,.
Ces Jeux offrent également la possibilité de gagner des points pour le classement de qualification pour les Jeux olympiques de Rio 2016.

## Médaillés

### Hommes
| Épreuve     | Or              | Argent            | Bronze         |
| ----------- | --------------- | ----------------- | -------------- |
| Individuel  | Miguel Alvariño | Sjef van den Berg | Anton Prilepov |
| Par équipes | Ukraine         | Espagne           | Pays-Bas       |

### Femmes
| Épreuve     | Or                                                      | Argent                                                        | Bronze                                                          |
| ----------- | ------------------------------------------------------- | ------------------------------------------------------------- | --------------------------------------------------------------- |
| Individuel  | Karina Winter                                           | Maja Jager                                                    | Alicia Marin                                                    |
| Par équipes | Italie Natalia Valeeva Guendalina Sartori Elena Tonetta | Biélorussie Hanna Marusava Ekaterina Timofeyeva Alena Tolkach | Ukraine Lidiia Sichenikova Veronika Marchenko Anastasia Pavlova |

### Mixte
| Épreuve     | Or                                   | Argent                                      | Bronze                                        |
| ----------- | ------------------------------------ | ------------------------------------------- | --------------------------------------------- |
| Par équipes | Italie Natalia Valeeva Mauro Nespoli | Géorgie Khatuna Narimanidze Lasha Pkhakadze | Ukraine Lidiia Sichenikova Heorhiy Ivanytskyy |

## Tableau des médailles
| Rang  | Nation      | Or | Argent | Bronze | Total |
| ----- | ----------- | -- | ------ | ------ | ----- |
| 1     | Italie      | 2  |        |        | 2     |
| 2     | Espagne     | 1  | 1      | 1      | 3     |
| 3     | Ukraine     | 1  |        | 2      | 3     |
| 4     | Allemagne   | 1  |        |        | 1     |
| 5     | Biélorussie |    | 1      | 1      | 2     |
| -     | Pays-Bas    |    | 1      | 1      | 2     |
| 7     | Danemark    |    | 1      |        | 1     |
| -     | Géorgie     |    | 1      |        | 1     |
| Total | Total       | 5  | 5      | 5      | 15    |